# Diagonalizm

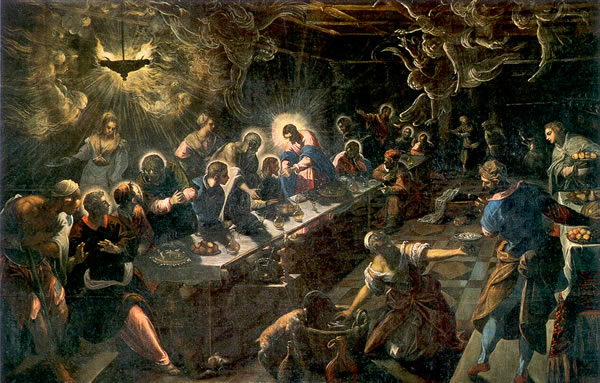
Kompozycja diagonalna: Jacopo Tintoretto, Ostatnia Wieczerza (1594)

Diagonalizm (łac. linea diagonalis „linia skośna, przekątna”) – w sztukach plastycznych zasada komponowania obrazu lub rzeźby, polegająca na akcentowaniu jednej lub kilku osi ukośnych i ograniczeniu kompozycyjnego znaczenia pionów i poziomów.
Ukośny kierunek kompozycji nazywamy diagonalą. Stosowali ją już m.in. Michał Anioł i Jacopo Tintoretto. W XVII w. stała się charakterystyczną cechą malarstwa barokowego (np. Peter Paul Rubens, Francisco Zurbaran, iluzjonistyczne malarstwo włoskie). Ponownie pojawia się w malarstwie romantycznym.  